# Willy Cornelis Louwerse
Willy Cornelis 'Bill' Louwerse (Sas van Gent, 21 oktober 1936 - Zeewolde, 14 september 2000) was een Nederlandse militair bij de Koninklijke Luchtmacht.

## Levensloop
Louwerse werd in 1936 geboren als de oudste helft van een tweeling, zoons van een wachtmeester van de Koninklijke Marechaussee. In 1953 begonnen de broers aan een officiersopleiding aan de Koninklijke Militaire Academie (KMA) in Breda.
In de rang van luitenant begon Bills operationele loopbaan als gevechtsleider op een van de radarstations van de Koninklijke Luchtmacht. Louwerse diende daarna als adjudant van onder andere de sociaaldemocratische minister van Defensie Henk Vredeling, met wie hij het zo goed kon vinden dat het hem dat de bijnaam rooie Bill opleverde. In 1976 werd hij bevorderd tot majoor. Na zijn Haagse periode vervult hij een tiental jaren diverse opleidingsfuncties, onder meer als commandant van de Koninklijke Kaderschool Luchtmacht in Schaarsbergen.
Van december 1989 tot augustus 1992 was hij Bevelhebber der Luchtstrijdkrachten (BDL) en chef van de Luchtmachtstaf in de rang van luitenant-generaal. Hij was de eerste 'wingloze' BDL; in tegenstelling tot zijn voorgangers was hij nooit piloot. Wel kwam hij uit een operationele functiegroep; de gevechtsleiding. De functie van chef Luchtmachtstaf bekleedde hij als laatste, deze instantie werd op 1 november 1991 opgeheven.
Een maand na zijn aantreden als BDL eindigde de Koude Oorlog. Louwerses taak was de Luchtmacht door de eerste jaren daarna te loodsen. Hij was in 1991 aanwezig bij de sluiting van de Vliegbasis Ypenburg. In hetzelfde jaar werden de commando's Commando Tactische Luchtstrijdkrachten (CTL) en Commando Logistiek en Opleidingen (CLO) opgeheven. Op 11 februari 1992 bezocht hij samen met minister van Defensie Relus ter Beek de Hengelose woonwijk Hasseler Es, waar eerder die dag een F-16 tussen de huizenblokken neerstortte.
Louwerse overleed in september 2000 na een kort ziekbed op 63-jarige leeftijd.

## Onderscheidingen
Loouwerse was drager van onder andere:
- Ridder in de Orde van de Nederlandse Leeuw
- Officier in de Orde van Oranje-Nassau - met zwaarden
- Grootkruis in de Orde van de Kroon van Thailand